# الشفنين البحري
الشِّفنِين البحري وذكرها ابن البيطار في كتابه المسمى (الجامع لمفردات الادوية و الاغذية) وكذلك أورد لها اسم أَبْرقَ (ومعنى الأبرق في اللغة هو كل شيء اجتمع فيه سواد وبياض)  وأورد أيضاً يَمامة البحر وقال ابن البيطار إنها تسمى بعَجمِيّة الأَندَلُس ب(حوت البر) ، هو نوع من سمك الراي اللاسع ، له شوكة واحدة أو عدة أشواك ذيلية لاسعة و خطرة على الإنسان.

## التسمية الإنجليزية

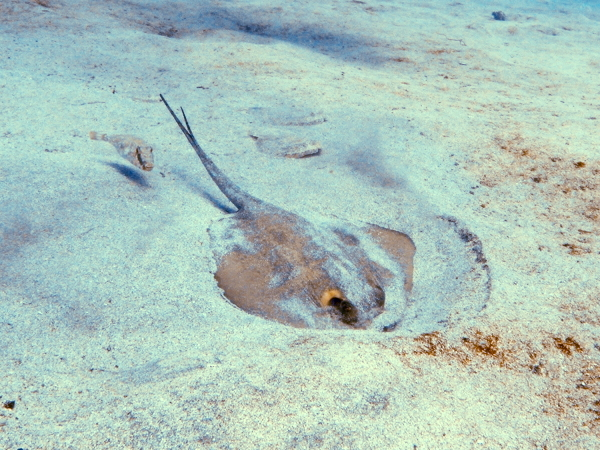
في هذه الصورة يبحث الشفنين البحري الشائع عن اللافقريات والأسماك الصغيرة في قعر البحر.

اسمه الإنجليزي هو common stingray.

## صِفتُهُ وشوكته الذيلية
يصل عرض الشفنين البحري حسب التقارير إلى 1.4 متراً (4.6 قدم) ، وطوله إلى 2.5 متراً (8.2 قدم) ، وفي أغلب الأحيان يكون عرضه 45 سنتيمتراً (18 بوصة).
شوكته الذيلية مُحَزَّزَة تصل إلى 35 سنتيمتراً (14 بوصة) طولاً وتوجد في قاعدتها غدة سُمية ، موجودة في ثُلث الذنب (ثُلث طول الذنب). وفي بعض الأحيان توجد شوكة ثانية و حتى ثالثة، والأشواك الذيلية في حالة تَبَدُلٍ دائم حيث تنمو الأشواك الجديدة قبل فقدان القديمة.
وهذا النوع يكون رماديا أو بنيا أو ضارب إلى الحمرة أو زيتوني في قسمه الأعلى ، وضارباً إلى البياض في قسمه الأسفل و زعانفة داكنة الحافات في قسمها السفلي.
الشفانين البحرية اليافعة قد تكون مُنقطةً بنُقطٍ بيض.

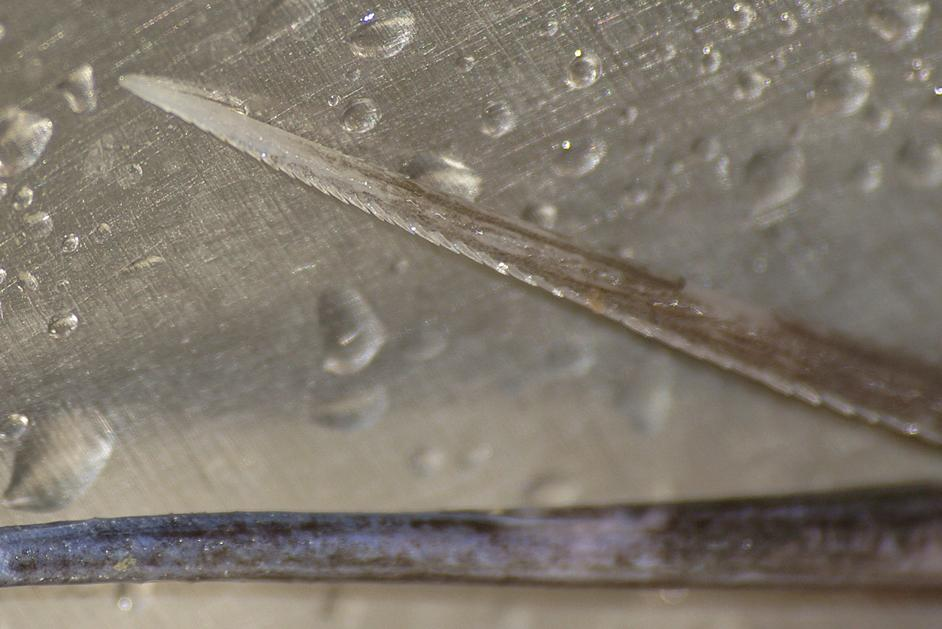
الشوكة الذيلية المُحَززة للشفنين البحري ، خَطِرَةٌ على الإنسان.

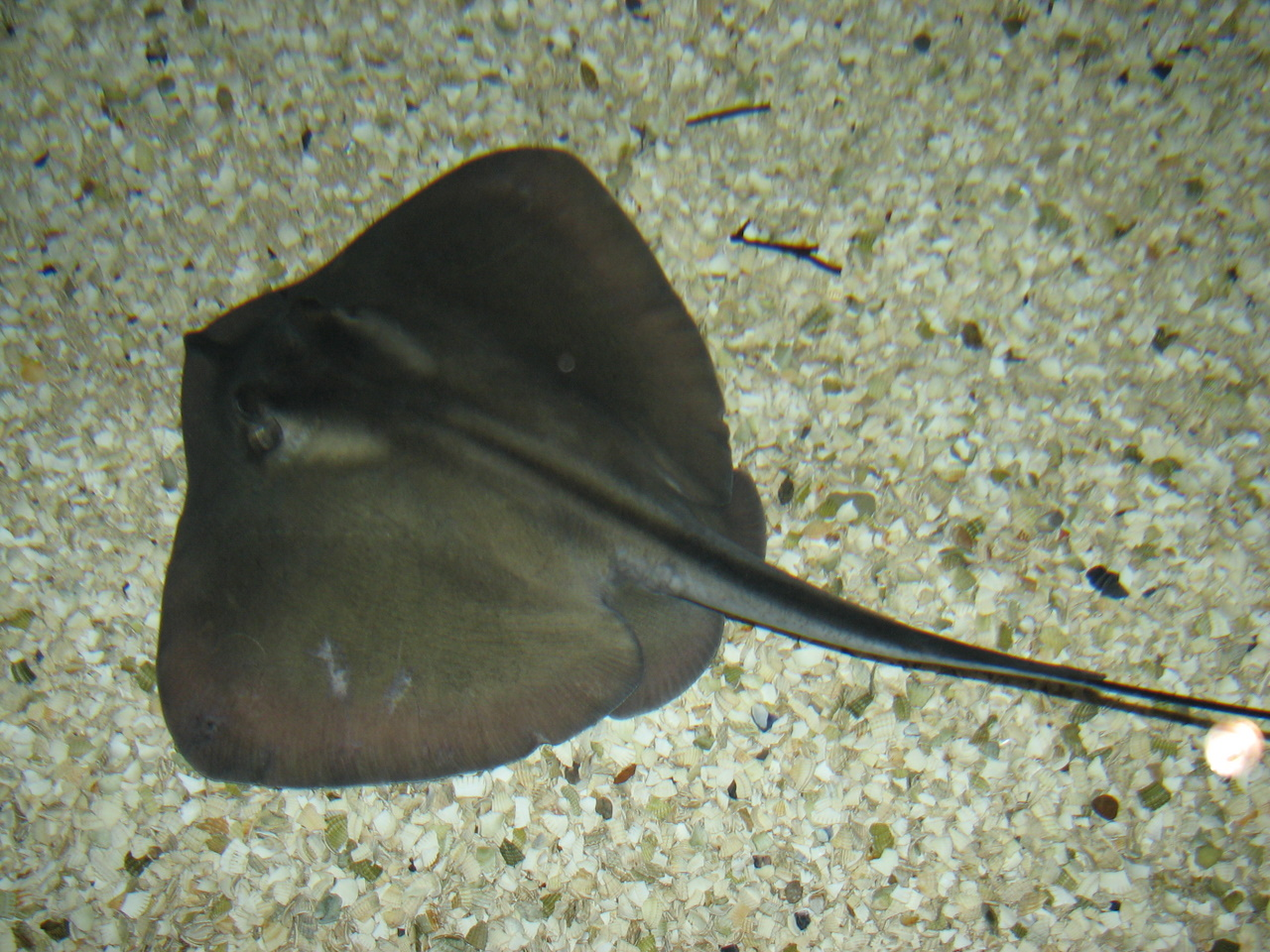
لون الشفنين البحري يخلو من أي علامات أو خطوط ، وعادةً ما يكون جلده أملساً.